# 1992
1992（千九百九十二、一九九二、せんきゅうひゃくきゅうじゅうに）は、自然数また整数において、1991の次で1993の前の数である。

## 性質
- 約数は 1, 2, 3, 4, 6, 8, 12, 24, 83, 166, 249, 332, 498, 664, 996, 1992 である。
  - 約数の和は5040。(オンライン整数列大辞典の数列 A000203)
    - 約数の和が5040となる5番目の数である。1つ前は1836、次は2148。
    - 約数の和が階乗数となる29番目の数である。1つ前は1836、次は2148。(オンライン整数列大辞典の数列 A245015)

  - 約数の個数は16個である。(オンライン整数列大辞典の数列 A000005)
  - 491番目の過剰数である。(オンライン整数列大辞典の数列 A005101)
- 1/1992 =0.005020080321285140562248995983935742971887550200803212851405622489959839357429718875... (下線部は循環節で長さは41)
  - 自然数の逆数の循環節の長さが41となる16番目の数である。1つ前は1660、次は2075、最小は83(オンライン整数列大辞典の数列 A007732)
- 各位の和が21になる64番目の数である。1つ前は1983、次は2199。
- 約数の和が1992になる数は1個ある。(1655) 約数の和1個で表せる301番目の数である。1つ前は1986、次は1994。
- 1992 = 1159 + 833
  - 連続する中心つき八面体数の和で表される40番目の数である。1つ前は1785、次は2016。(オンライン整数列大辞典の数列 A329635)
- 1992 = 83 × 24
  - k = 23のときの、k 番目の素数と k の約数の和の積で表される数である。1つ前は2844、次は5340。(オンライン整数列大辞典の数列 A272211)
- 自然数 k に対して k27 × (k27 + 1) + 1 が素数となる37番目の数である。1つ前は1943、次は2157。(オンライン整数列大辞典の数列 A153441)

## その他 1992 に関連すること
- 西暦1992年